# 摩爾多瓦國旗
摩爾多瓦國旗的正面旗面由藍黃紅三色縱條，以及中央的國徽（圖案為一隻鷹持著一面繪有原牛的盾牌）所組成。旗的比例是1:2。國旗背面訂為正面的鏡像。
摩爾多瓦國旗曾是少數如沙特阿拉伯國旗及巴拉圭國旗一樣採用正反不同旗面的國旗，即沒有國徽的鏡像，直到2010年才取消这项规定。

1:2正面
1:2背面（1990年－2010年）
1:2背面（2010年至今）
設計圖

## 軍旗
摩爾多瓦的軍旗與國旗採用了同樣的顏色。旗面以藍色作為背景色，中間為一個黃邊紅十字及摩爾多瓦軍隊的徽章。紅十字代表聖喬治，為中世紀摩爾多瓦軍隊的保護聖徒。軍旗的比例為2:3。
旗面中的軍隊徽章和國徽相似。不同的是，軍隊徽章的周圍添加了橄欖枝、橡樹枝和藍紅黃三色的彩帶。此外，圖案中的鷹的舒展雙翼，右爪中本來持有的樹枝被換成了長劍。
此旗於1990年起啟用。
- 犘爾多瓦軍旗的式樣（陸軍）
- 2:3（空軍）
- 2:3（海軍）
- 2:3（陸軍）

## 地方旗幟
- 摩爾多瓦民主共和國的國旗
- 德涅斯特河沿岸國旗
- 1:2(德涅斯特河沿岸民用旗)
- 1:2(德涅斯特河沿岸民用旗)
- 1:2(加告茲自治區區旗)

## 羅馬尼亞國旗與摩爾多瓦國旗
- 羅馬尼亞國旗
- 摩尔多瓦国旗（反面）
- 摩尔多瓦国旗（正面）

由於羅馬尼亞及摩爾多瓦在歷史及文化上有深切的關係，再加上兩者使用統一的語言，因此兩者的國旗有著相似之處。在設計摩爾多瓦國旗時，都是參考了羅馬尼亞國旗的樣式，除國徽外和羅馬尼亞國旗僅有比例上的差別。

## 历代国旗列表
| 國旗 | 國家                               | 使用      |
| ---- | ---------------------------------- | --------- |
|      | 摩尔达维亚公国                     | 1346-1859 |
|      | 罗马尼亚联合公国                   | 1862-1866 |
|      | 摩尔多瓦民主共和国                 | 1917-1918 |
|      | 摩尔多瓦民主共和国                 | 1917-1918 |
|      | 罗马尼亚王国                       | 1918-1940 |
|      | 摩爾達維亞蘇維埃社會主義自治共和國 | 1921-1925 |
|      | 摩爾達維亞蘇維埃社會主義自治共和國 | 1925-1937 |
|      | 摩尔达维亚苏维埃社会主义自治共和国 | 1937-1941 |
|      | 摩爾達維亞蘇維埃社會主義共和國     | 1941-1952 |
|      | 摩爾達維亞蘇維埃社會主義共和國     | 1952-1991 |
|      | 摩爾多瓦共和國                     | 1991-     |

### 历代国旗一览

摩尔达维亚公国, 1346–1859[來源請求]
摩尔多瓦民主共和国, 1917–1918.
摩尔多瓦民主共和国, 1917–1918.
摩尔多瓦民主共和国, 1917–1918
罗马尼亚王国摩尔达维亚，大罗马尼亚的一部分, 1918–1941
摩尔达维亚苏维埃社会主义自治共和国（隶属于乌克兰苏维埃社会主义共和国；主体位于德涅斯特河沿岸）, 1925–1932
摩尔达维亚苏维埃社会主义自治共和国（隶属于乌克兰苏维埃社会主义共和国主体位于德涅斯特河沿岸）, 1937–1938
摩尔达维亚苏维埃社会主义自治共和国（作为苏联自治共和国；主体位于德涅斯特河沿岸）, 1938–1940
摩尔达维亚苏维埃社会主义共和国, 1941–1952
摩尔达维亚苏维埃社会主义共和国, 1952–1990
摩尔达维亚苏维埃社会主义共和国, 1990 (最后一版)
摩尔达维亚苏维埃社会主义共和国, 1990 (最后一版)
摩尔达维亚苏维埃社会主义共和国, 1990 (不带国徽的正式版本)
摩尔多瓦共和国，1990年至今

#### 摩爾多瓦國旗時間軸
|            |           |           |      |           |      |           |
| 1346－1859 | 1917–1918 | 1917–1918 | 1938 | 1952–1990 | 1990 | 1990-至今 |